# Hydrophis zweifeli
Hydrophis zweifeli är en ormart som beskrevs av Kharin 1985. Hydrophis zweifeli ingår i släktet Hydrophis och familjen giftsnokar och underfamiljen havsormar. Inga underarter finns listade i Catalogue of Life.
Artepitetet i det vetenskapliga namnet hedrar den amerikanska herpetologen Richard G. Zweifel.
Arten är känd från en enda individ som hittades i mynningen av floden Sungai Sepik (Papua Nya Guinea). Fyndet gjordes 1966. Antagligen besöker den vikar och sund mellan de mindre öarna i närheten. Enligt en teori är djuret identisk med Hydrophis schistosus. IUCN kategoriserar arten globalt som otillräckligt studerad.